# Spirit (album Depeche Mode)
Spirit – czternasty album studyjny brytyjskiej grupy Depeche Mode, którego premiera odbyła się 17 marca 2017 roku.
Materiał został nagrany w Santa Barbara i Nowym Jorku od kwietnia do sierpnia 2016 roku. Album został nagrany z nowym producentem, Jamesem Fordem. Jest to ostatni album grupy, na którym zagrał zmarły w 2022 roku Andy Fletcher.

## Lista utworów
| Numer | Tytuł                             | Długość | Kompozytor                                   |
| ----- | --------------------------------- | ------- | -------------------------------------------- |
| 01.   | „Going Backwards”                 | 5:42    | Martin Gore                                  |
| 02.   | „Where’s the Revolution”          | 4:59    | Martin Gore                                  |
| 03.   | „The Worst Crime”                 | 3:48    | Martin Gore                                  |
| 04.   | „Scum”                            | 3:14    | Martin Gore                                  |
| 05.   | „You Move”                        | 3:49    | Martin Gore, David Gahan                     |
| 06.   | „Cover Me”                        | 4:51    | David Gahan, Christian Eigner, Peter Gordeno |
| 07.   | „Eternal”                         | 2:24    | Martin Gore                                  |
| 08.   | „Poison Heart”                    | 3:17    | David Gahan, Christian Eigner, Peter Gordeno |
| 09.   | „So Much Love”                    | 4:29    | Martin Gore                                  |
| 10.   | „Poorman”                         | 4:25    | Martin Gore                                  |
| 11.   | „No More (This Is The Last Time)” | 3:13    | David Gahan, Kurt Uenala                     |
| 12.   | „Fail”                            | 5:07    | Martin Gore                                  |

### Bonus tracks
| Numer | Tytuł                        | Długość | Kompozytor                                   |
| ----- | ---------------------------- | ------- | -------------------------------------------- |
| 01.   | „Cover Me (Alt Out)”         | 4:27    | David Gahan, Christian Eigner, Peter Gordeno |
| 02.   | „Scum (Frenetic Mix)”        | 5:26    | Martin Gore                                  |
| 03.   | „Poison Heart (Tripped Mix)” | 3:48    | David Gahan, Christian Eigner, Peter Gordeno |
| 04.   | „Fail (Cinematic Cut)”       | 5:38    | Martin Gore                                  |
| 05.   | „So Much Love (Machine Mix)” | 7:20    | Martin Gore                                  |

## Twórcy

### Depeche Mode
- Dave Gahan – wokal prowadzący
- Martin Gore – gitara, chórki, syntezatory, keyboardy, wokal prowadzący („Eternal”, „Fail”)
- Andy Fletcher – syntezatory, keyboardy, chórki

### Pozostali
- James Ford – perkusja (oprócz „Eternal”), miksowanie, produkcja, pedal steel guitar („Cover Me”)
- Matrixxman – programowanie
- Kurt Uenala – programowanie, gitara basowa („Poison Heart”, „No More (This Is The Last Time)”)
- Jimmy Robertson – inżynier dźwięku
- Connor Long, Óscar Muñoz, David Schaeman – asystenci inżyniera
- Brendan Morawski – asystent inżyniera, asystent miksowania
- Brian Lucey – mastering
- Daniel Miller – A&R
- Jonathan Kessler – zarządzanie

### Artwork
- Anton Corbijn – okładka, wizualizacje i dyrektor artystyczny
- Anton Corbijn, SMEL (Amsterdam) – design

## Single[24]
1. Where’s the Revolution (3 lutego 2017)
2. Going Backwards (23 czerwca 2017)
3. Cover Me (6 października 2017)

## Certyfikat
| Kraj          | Certyfikat         | Sprzedaż |
| ------------- | ------------------ | -------- |
| Polska (ZPAV) | 3x platynowa płyta | 60 000+  |